# Sharif-Familie
Die Sharif-Familie ist einer der zwei bedeutendsten Clans in der pakistanischen Politik und Wirtschaft. Sie ist politisch eher rechts gerichtet und stehen dem pakistanischen Militär und dem Islamismus nahe, während ihre politischen Gegenspieler – die Familien Bhutto-Zardari – eher links stehen. Die islamisch-konservative Muslimliga wird von der Sharif-Familie dominiert.
Die wichtigsten Sharifs der letzten Jahrzehnte sind
- Mian Muhammad Sharif, Gründer des Industriekonzerns Ittefaq, und zwei seiner Söhne
- Nawaz Sharif, Pakistans Premierminister 1990–1993, 1997–1999 und 2013–2017
- Shahbaz Sharif, Chief Minister der bevölkerungsreichsten Provinz Punjab bis 2022. Von April 2022 an Premierminister Pakistans.

Sie sind Sunniten mit großem Einfluss unter den Punjabi und in der Wirtschaft, während die Bhuttos teilweise Schiiten sind.
Die Sharif-Familie war ursprünglich eine nicht politisch aktive Familie von Geschäftsleuten. Den entscheidenden Impuls, in die Politik zu gehen bildete die weitgehende Verstaatlichung des ausgedehnten Familienbesitzes zur Regierungszeit von Premierminister Zulfikar Ali Bhutto in den 1970ern. Nach dem Verlust ihres Industrieimperiums begaben sich Nawaz Sharif und Shahbaz Sharif in die Politik, mit dem Ziel, den verlorenen Familienbesitz wiederzugewinnen. Sie schlossen sich dabei – wohl mehr aus Opportunismus, als aus echter Überzeugung – der oppositionellen konservativen Muslimliga an. Nach dem Sturz Bhuttos im Putsch von 1977 erhielten die Sharifs ihre enteigneten früheren Besitztümer wieder zurück.